# 黑缘牡蛎
黑缘牡蛎（学名：Saccostrea echinata），又名棘刺牡蛎，为牡蛎科的动物。舊屬牡蛎属，今屬囊牡蛎属。

## 分佈
分布于红海、印度尼西亞、日本、中国大陆的浙江、福建、广东、海南、南中國海等地及台湾，生活环境为海水，以左壳全面附着于和右壳颜色相似的岩石上。常生活于低盐度的河口及其附近，不低於低潮线。该物种的模式产地在印尼的安汶島。

## 外部連結
- 維基物種上的相關：黑缘牡蛎